# Paracladura howesi
Paracladura howesi är en tvåvingeart som först beskrevs av Alexander 1923.  Paracladura howesi ingår i släktet Paracladura och familjen vintermyggor. Inga underarter finns listade i Catalogue of Life.